# Ryman Auditorium

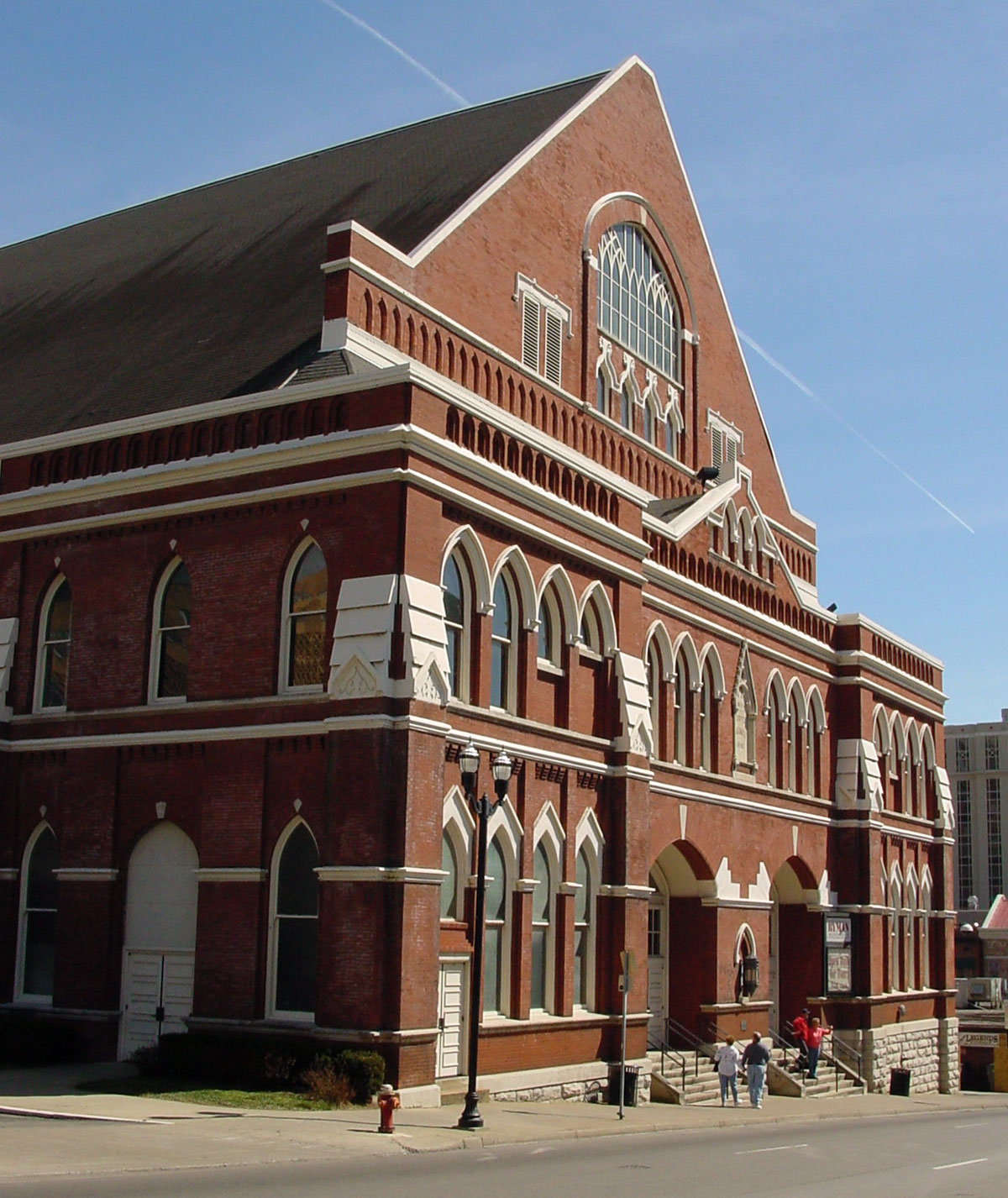
Ryman Auditorium

Das Ryman Auditorium befindet sich in der Innenstadt von Nashville in Tennessee. Es ist eine der Kultstätten der Country-Musik und beherbergte von 1943 bis 1974 die Grand Ole Opry.

## Geschichte
Ende des 19. Jahrhunderts von Thomas Green Ryman als Kirche mit 6000 Plätzen erbaut, diente es schon bald als Plattform für Konzerte und politische Veranstaltungen. Von 1943 an übertrug der Radiosender WSM jeden Samstag die legendäre Grand Ole Opry Show in alle amerikanischen Haushalte. Das kaum renovierte Kirchengebäude stellte einen passenden Hintergrund für die traditionsorientierten Musikdarbietungen dar.
1974 zog die Grand Old Opry in eine neu erbaute Konzerthalle. Das Ryman stand anschließend viele Jahre leer und wurde 1994 wiedereröffnet. Es finden hier regelmäßig Auftritte führender Country-Musiker statt. Sogar die Grand Ole Opry kehrte für einige Wochen zurück. Das Ryman Auditorium mit dem angeschlossenen Museum zählt heute zu den wichtigsten Touristen-Attraktionen Nashvilles.
Seit Mai 1971 ist das Ryman Auditorium als Bauwerk im National Register of Historic Places eingetragen. Seit Januar hat das Gebäude den Status eines National Historic Landmarks.